# Церковь Николая Чудотворца (Сойкино)
Церковь Николая Чудотворца на Сойкинском погосте (Сойкинская святыня) — православный храм на месте бывшего села Сойкино в Кингисеппском районе Ленинградской области. Находится в полуразрушенном состоянии, начались работы по восстановлению. В настоящее время является скитом Александро-Невской лавры, там проходят богослужения. Включена в проект «Серебряное кольцо России».

## История
Православие присутствует в местах расселения води и ижоры как минимум с XVI века, к 1576 году относится первое упоминание о церкви на Сойкинском полуострове. Во время, когда эти земли были под властью Швеции (1617—1721) церковь обветшала и в 1726 году была построена новая.
Каменная церковь была заложена на этом месте только в 1872 году, освящена в 1883 году. В 1938 году закрыта в связи со строительством в тех местах военно-морской базы и города Комсомольск-на-Балтике, в период оккупации (с 1942 года) богослужения возобновлены. В ходе боёв за освобождение местности от немецкой оккупации храм получил серьёзные повреждения.
Долгие годы ничего не менялось, не существовало уже и села Сойкино. Здание храма было возвращено верующим села Вистино в 1995 году, заново освящено в 2006 году.
В 2010 году крестный ход с иконой Теребенской Божьей матери проходил через те места, и организаторы проекта «Серебряное кольцо России» получили обращение общественности о помощи в восстановлении храма. Проект был одобрен и получил название «Сойкинская святыня» — таково народное название храма. Куратором проекта стал епископ Кронштадтский Адриан.

## Достопримечательности
- Почитаемый ижорами тополь близ полуразрушенной Никольской церкви[2]